# Kanton Algrange
Algrange is een kanton in het arrondissement Thionville van het Franse departement Moselle. 

## Geschiedenis
Het kanton maakte tot 1 januari 2015 deel uit van het arrondissement Thionville-Ouest, dat op die dag werd opgeheven. Op 22 maart 2015 werd ook het aangrenzende kanton Fontoy opgegeven en werden de gemeenten aan het kanton Algrange toegevoegd.

## Gemeenten
Het kanton Algrange omvat de volgende gemeenten:
- Algrange
- Angevillers
- Audun-le-Tiche
- Aumetz
- Boulange
- Fontoy
- Havange
- Knutange
- Lommerange
- Neufchef
- Nilvange
- Ottange
- Rédange
- Rochonvillers
- Russange
- Tressange